# Strzelanina w szkole w Örebro
Strzelanina w szkole w Örebro – strzelanina, do której doszło 4 lutego 2025 w szkole dla dorosłych na terenie Kampusu Risbergska w Örebro w Szwecji.

## Tło
Szwecja zajmuje 11. miejsce w Europie pod względem zabójstw przy użyciu broni palnej. Według danych z 2023 państwo ma również najwyższy wskaźnik przemocy z użyciem broni palnej na mieszkańca w Europie. Strzelaniny w szwedzkich szkołach są rzadkością, chociaż w ostatnich latach doszło do dwóch śmiertelnych ataków, m.in. atak nożownika w Malmö w 2022, w którym zginęło dwóch nauczycieli oraz atak w szkole w Trollhättan w 2015, w którym trzy osoby poniosły śmierć.
Kampus Risbergska jest centrum kształcenia dla dorosłych, do którego uczęszczają głównie osoby, które nie ukończyły szkoły podstawowej lub średniej. Do placówki uczęszcza około 2 tys. uczniów, w tym część bierze udział w lekcjach nauki języka szwedzkiego, przeznaczonych dla imigrantów.

## Przebieg
Policja została wezwana na miejsce około godziny 12:33 czasu lokalnego. Dwóch nauczycieli w wywiadzie dla dziennika Dagens Nyheter powiedziało, że „słyszeli strzały na korytarzu, po których nastąpiła półgodzinna cisza, a potem oddano kolejne strzały”. Do szkoły wysłano około 130 policjantów. Według szwedzkiej policji sprawca działał sam oraz zginął na miejscu śmiercią samobójczą. Przy jego ciele znaleziono trzy egzemplarze broni palnej oraz dużą ilość niewykorzystanej amunicji. Dziennik Aftonbladet poinformował, że broń została przemycona w futerale na gitarę.

## Sprawca

Rickard Anderson krótko przed strzelaniną

Sprawcą był 35-letni Rickard Andersson, mieszkaniec Örebro. Urodzony 10 sierpnia 1989 jako Jonas Rickard Simon, z uwagi na brak wykształcenia (nie ukończył ostatniej klasy szkoły podstawowej) uzyskiwał kolejne odroczenia służby wojskowej. Był typem odludka, mieszkał sam, nie utrzymując kontaktów z rodziną. W 2017 zmienił nazwisko na Andersson. Do 2021 był uczniem Kampusu Risbergska. Według ustaleń nadawcy TV4 napastnik posiadał pozwolenie na broń palną i nie był wcześniej karany.

## Ofiary

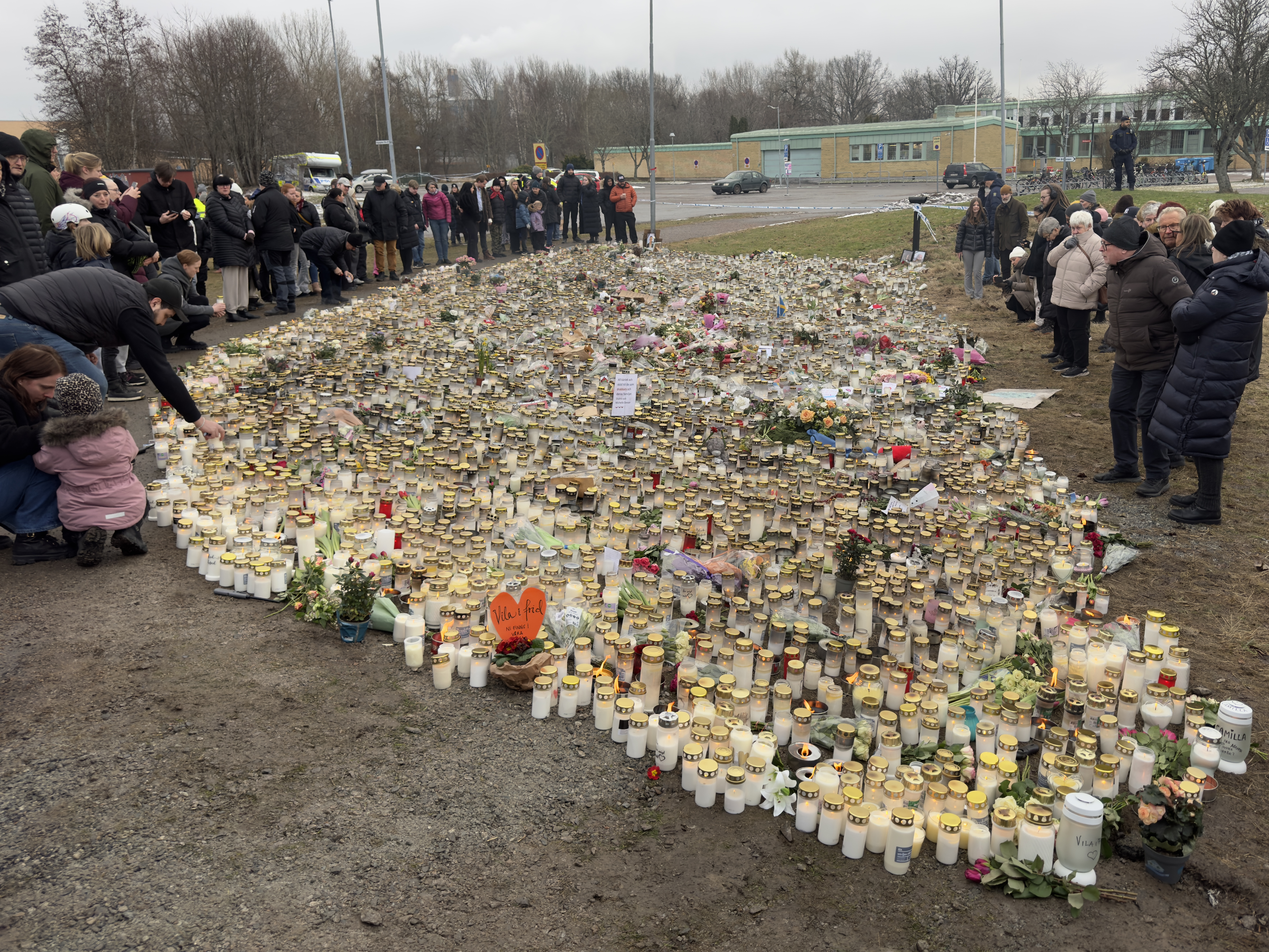
Znicze przed kampusem 5 dni po strzelaninie

W strzelaninie śmierć poniosło 11 osób, w tym sprawca, a 12 zostało rannych (6 osób z ranami postrzałowymi i 6 zatrutych dymem), a pozostałe 6 osób zostało przewiezionych do szpitala w Örebro.
| Narodowość           | Ofiary |
| -------------------- | ------ |
| Syria                | 2      |
| Afganistan           | 1      |
| Bośnia i Hercegowina | 1      |
| Erytrea              | 1      |
| Iran                 | 1      |
| Irak                 | 1      |
| Somalia              | 1      |
| nieujawniona         | 2      |
| Suma                 | 10     |